# سنجاب نواری آسیایی
سنجاب نواری آسیایی (نام علمی: Tamiops) نام یک سرده از زیرخانواده زیباسنجابیان است.

## گونه‌ها
- سنجاب نواری هیمالیا, Tamiops mcclellandii
- سنجاب نواری ماریتایم, Tamiops maritimus
- سنجاب نواری کامبوج, Tamiops rodolphii
- Swinhoe's Striped Squirrel, Tamiops swinhoei